# Triple talaq en Inde
Le triple talaq (divorce instantané) et le talaq-e-mughallazah (divorce irrévocable) sont des moyens de divorce islamiques désormais interdits, auparavant disponibles pour les musulmans en Inde, en particulier les adeptes des écoles de jurisprudence islamique sunnite hanafi. Un homme musulman pouvait légalement divorcer de sa femme en proclamant trois fois consécutives le mot "talaq" (le mot arabe pour "divorce") (sous forme orale, écrite ou plus récemment électronique),,,.
L'utilisation et le statut du triple talaq en Inde ont fait l'objet de controverses et de débats. Ceux qui remettent en question cette pratique ont soulevé des questions de justice, d'égalité des sexes, de droits de l'homme et de laïcité. Le débat a impliqué le gouvernement de l'Inde et la Cour suprême de l'Inde, et est lié au débat sur un code civil uniforme (Article 44) en Inde.
Le 22 août 2017, la Cour suprême de l'Inde a jugé le triple talaq instantané (talaq-e-biddah) inconstitutionnel. Trois des cinq juges du panel sont convenus que la pratique du triple talaq est inconstitutionnelle. Les deux autres ont déclaré que la pratique est constitutionnelle.
Le 30 juillet 2019, le Parlement indien a déclaré la pratique du triple talaq illégale et inconstitutionnelle et en a fait un acte punissable à partir du 1er août 2019. Trois pays voisins de l'Inde le Pakistan, le Bangladesh et le Sri Lanka font partie des 23 pays dans le monde qui ont interdit le triple talaq.
Le Coran décrit des mécanismes pour éviter les divorces hâtifs, prescrivant deux périodes d'attente de trois mois avant que le divorce ne soit définitif afin de donner au mari le temps de reconsidérer sa décision. Un banc de la Cour suprême de l'Inde a déclaré que la pratique du divorce pour les hommes musulmans par le "Talaq-e-Hasan" qui est prononcé une fois par mois sur une période de trois mois est autorisée et qu'une femme musulmane peut également se séparer de son mari par le "khula" (divorce mutuellement convenu),,,,.

## Interdiction légale du triple talaq
La loi sur la protection des droits des femmes musulmanes (mariage), 2019 a été adoptée le 30 juillet 2019 après une longue discussion et une opposition. Elle a finalement obtenu le verdict (le jugement de la Cour suprême de l'Inde d'août 2017 décrit ci-dessous) pour toutes les femmes. Elle a rendu le triple talaq illégal en Inde le 1er août 2019, remplaçant l'ordonnance sur le triple talaq promulguée en février 2019. Elle stipule que le triple talaq instantané (talaq-e-biddat) sous toute forme - orale, écrite ou par des moyens électroniques tels que les courriels ou les SMS - est illégal et nul, avec une peine pouvant aller jusqu'à trois ans de prison pour le mari. En vertu de la nouvelle loi, une femme lésée a le droit de demander une pension alimentaire pour ses enfants à charge.
Le gouvernement a d'abord présenté le projet de loi au Parlement le 22 août 2017. Les députés du Rashtriya Janata Dal, All India Majlis-e-Ittehadul Muslimeen, Biju Janata Dal, All India Anna Dravida Munnetra Kazhagam, Congrès national indien et All India Muslim League se sont opposés au projet de loi. Plusieurs législateurs de l'opposition ont demandé qu'il soit envoyé à un comité de sélection pour examen. Il a été adopté le 28 décembre 2017 par la Lok Sabha, ou chambre basse du Parlement indien, où la décision a trouvé un soutien de la majorité des membres de la chambre.
Dans une grande victoire politique pour le gouvernement BJP, la Rajya Sabha, ou chambre haute du Parlement, où le NDA au pouvoir n'avait pas de majorité, a approuvé le projet de loi (99-84) le 30 juillet 2019 après un long débat.
Le projet de loi a suivi une décision de la Cour suprême de 2017 selon laquelle la pratique du triple talaq instantané est inconstitutionnelle et un divorce prononcé en prononçant talaq trois fois en une seule séance est nul et illégal.
La pétitionnaire musulmane pour le triple talaq, Ishrat Jahan, a accueilli favorablement le projet de loi lorsqu'il a été présenté. Arif Mohammad Khan a également salué et apprécié la décision prise par le gouvernement et le Parlement de l'Inde,.
Le projet de loi sur le triple talaq proposé par le précédent gouvernement Modi est tombé à l'eau lorsqu'une élection a été appelée et que la Lok Sabha a été dissoute avant que le projet de loi ne soit envoyé à la Rajya Sabha pour approbation.

## Pratique
Le triple talaq est une forme de divorce pratiquée dans l'Islam, par laquelle un homme musulman pouvait légalement divorcer de sa femme en prononçant talaq (le mot arabe pour divorce) trois fois. La prononciation pouvait être orale ou écrite, ou, plus récemment, par des moyens électroniques tels que le téléphone, les SMS, les courriels ou les réseaux sociaux. L'homme n'avait pas besoin de citer de cause pour le divorce et l'épouse n'avait pas besoin d'être présente au moment de la prononciation. Après une période d'iddat, au cours de laquelle il était vérifié si l'épouse était enceinte, le divorce devenait irrévocable. Dans la pratique recommandée, une période d'attente était requise avant chaque prononciation de talaq, au cours de laquelle une réconciliation était tentée. Cependant, il était devenu courant de prononcer les trois talaq en une seule séance. Bien que la pratique soit désapprouvée, elle n'était pas interdite. Une femme divorcée ne pouvait pas se remarier avec son mari divorcé à moins qu'elle ne se remarie d'abord avec un autre homme, une pratique appelée nikah halala,.
On dit que la pratique du talaq-e-biddat existe depuis la période du calife Umar, il y a plus de 1400 ans. La Cour suprême l'a décrite comme "manifestement arbitraire" et a déclaré qu'elle permet à un homme de "détruire [un] mariage de manière capricieuse et arbitraire".
Le divorce instantané est appelé talaq-e-bid'at. Un hadith d'An-Nasa'i indique que Muhammad a accusé un homme de se moquer du Coran en prononçant le divorce trois fois en une fois. Le talaq prononcé trois fois simultanément, de Muhammad aux deux premières années du règne d'Umar en tant que calife, n'était considéré que comme un seul divorce selon Sahih Muslim. Cependant, ce dernier l'a autorisé, voyant que les gens n'observaient pas l'iddah, mais avait également fait fouetter les hommes utilisant ce divorce.
Abu Hanifa, Malik ibn Anas, Al-Shafi'i, Ahmad ibn Hanbal et la majorité des érudits de Salaf et Khalaf (générations ultérieures) sont d'avis que le triple talaq est valide. Dans l'islam sunnite, il y a un consensus (ijma) que le triple talaq est valide.
Abu Hanifa et Malik ibn Anas le considéraient comme irrévocable malgré son illégalité. Al-Shafi'i le considérait comme permis et Ahmad ibn Hanbal le considérait comme valide.
Le triple talaq n'est pas mentionné dans le Coran. Il est également largement désapprouvé par les érudits juridiques musulmans. De nombreux pays islamiques ont interdit la pratique, y compris le Pakistan et le Bangladesh, bien qu'elle soit techniquement légale dans la jurisprudence islamique sunnite. Le triple talaq, dans la loi islamique, est basé sur la croyance que le mari a le droit de rejeter ou de renvoyer son épouse pour de bonnes raisons.
Le All India Muslim Personal Law Board (AIMPLB), une organisation non gouvernementale, avait déclaré à la Cour suprême que les femmes pouvaient également prononcer le triple talaq, et pouvaient exécuter des nikahnamas stipulant des conditions afin que les maris ne puissent pas prononcer le triple talaq. Selon l'AIMPLB, "la charia accorde le droit de divorce aux maris parce que l'Islam accorde aux hommes un plus grand pouvoir de décision".

## Contexte
Le contexte du triple talaq et de la loi personnelle musulmane en Inde peint effectivement un tableau complexe. L'évolution des lois, influencée par des dynamiques historiques et culturelles, révèle le jeu difficile entre tradition et modernité. Le débat parmi les érudits islamiques souligne les interprétations variées de la charia et l'impact des changements sociaux sur les pratiques traditionnelles.
En 1937, la loi d'application de la loi personnelle musulmane (Shariat) a remplacé la loi anglo-mahométane, reflétant le passage à une gouvernance basée sur la charia. Pourtant, la flexibilité de ce système signifie que différentes écoles de pensée, comme les sunnites hanafites et autres, avaient des positions variées sur les pratiques de divorce.
À l'échelle mondiale, l'insatisfaction à l'égard des lois traditionnelles sur le divorce a conduit à des réformes, mais en Inde, l'absence d'enregistrement civil obligatoire des mariages pour les couples musulmans crée des nuances juridiques uniques. Ce contexte souligne l'importance de comprendre la nature multifacette des lois religieuses et civiles dans la résolution des problèmes conjugaux.

## Opinions

### Contre
La pratique a fait face à l'opposition des femmes musulmanes, certaines d'entre elles ayant déposé un litige d'intérêt public devant la Cour suprême contre la pratique, la qualifiant de "régressive". Les pétitionnaires ont demandé l'annulation de l'article 2 de la loi d'application de la loi personnelle musulmane (Shariat) de 1937, le qualifiant de contraire à l'article 14 de la Constitution (égalité devant la loi).
Le 13 mai 2017, lors des audiences avant son jugement final, la Cour suprême a décrit le triple talaq instantané comme "la pire forme de dissolution du mariage". Elle a noté que cette coutume est interdite dans les pays à majorité musulmane comme l'Arabie saoudite, le Maroc, l'Afghanistan et le Pakistan. Le 8 décembre 2016, la Haute Cour d'Allahabad a observé dans une décision que la pratique du triple talaq instantané était inconstitutionnelle et violait les droits des femmes musulmanes.
En mars 2017, plus d'un million de musulmans indiens, dont la majorité étaient des femmes, ont signé une pétition pour mettre fin au triple talaq instantané. La pétition a été lancée par le Muslim Rashtriya Manch, une organisation islamique affiliée au Rashtriya Swayamsevak Sangh. Les pétitionnaires contre le triple talaq instantané ont fourni des preuves montrant que le triple talaq instantané est simplement une innovation qui n'a pas grand-chose à voir avec les croyances coraniques. Cela est soutenu par l'interprétation du texte coranique par de nombreux érudits islamiques, des preuves historiques et des précédents juridiques.
Le 10 mai 2017, le haut clerc Maulana Syed Shahabuddin Salafi Firdausi a dénoncé le triple talaq et le nikah halala, les qualifiant de pratiques non islamiques et d'instruments d'oppression des femmes. La pratique a également été opposée par les nationalistes hindous et les libéraux musulmans. Le leader du Congrès, Kapil Sibal, a tweeté : "L'absence de consensus au sein de la Cour rend plus difficile de forger un consensus au sein des communautés. Heureux que la Cour ait annulé une pratique 'pécheresse''.
Cependant, Sibal a également fait des déclarations soutenant le triple talaq. Au fil des ans, des organisations de femmes comme Bharatiya Muslim Mahila Andolan et plusieurs autres ont particulièrement opposé cette pratique et ont demandé davantage de réformes dans les lois personnelles musulmanes,.

### Pour
Le triple talaq a été soutenu par le All India Muslim Personal Law Board (AIMPLB), un organisme non gouvernemental qui supervise l'application de la loi personnelle musulmane. Il estime que l'État n'a pas le droit d'intervenir dans les affaires religieuses. L'avocat de l'AIMPLB, Kapil Sibal, avait déclaré que bien que le talaq instantané puisse être considéré comme un péché par certains, "définir la validité des coutumes et pratiques d'une communauté est un terrain glissant". Kapil Sibal a cité l'article 371A pour déclarer que même la Constitution vise à protéger les pratiques, traditions et coutumes des communautés. Cependant, Sibal a également fait des déclarations contre cette pratique.
Le All India Muslim Personal Law Board (AIMPLB) défend la pratique. En avril 2017, en citant un rapport préparé par le Muslim Mahila Research Kendra en coordination avec le Shariah Committee for Women, l'AIMPLB a affirmé que les musulmans ont un taux de divorce plus bas que d'autres communautés religieuses, contrant l'argument selon lequel les musulmans ont le plus grand nombre de divorces dans le pays en raison de la pratique du triple talaq. Il a également affirmé avoir reçu des formulaires de 35 millions de femmes musulmanes à travers le pays, soutenant la charia et le triple talaq.
L'AIMPLB a émis un code de conduite en avril 2017 concernant le talaq en réponse à la controverse sur la pratique du triple talaq. Il a averti que ceux qui divorcent pour des raisons non prescrites par la charia seront boycottés socialement, en plus de demander le boycott de ceux qui utilisent le triple talaq de manière imprudente et sans justification. Il a également déclaré que le talaq devrait être prononcé en trois séances avec un intervalle d'au moins un mois entre chaque,.
Aakar Patel, président du conseil d'Amnesty International en Inde, a déclaré que les musulmans sont les seules communautés pour lesquelles le divorce a été criminalisé,.

## Jugement

### L'affaire Shayara Bano contre Union of India
La formation qui a entendu l'affaire controversée Shayara Bano contre Union of India & autres en 2017 était composée de membres multiconfessionnels. Les cinq juges de cinq communautés différentes sont le juge en chef J. S. Khehar (un Sikh), et les juges Kurian Joseph (un chrétien), R. F. Nariman (un Parsi), U. U. Lalit (un Hindou) et S. Abdul Nazeer (un musulman),,.
La Cour suprême a examiné si le triple talaq bénéficie de la protection de la constitution – si cette pratique est sauvegardée par l'article 25 de la constitution qui garantit à tous le droit fondamental de "professer, pratiquer et propager la religion". La Cour voulait déterminer si le triple talaq est une caractéristique essentielle de la croyance et de la pratique islamiques.
Dans une décision de 397 pages, bien que deux juges aient confirmé la validité du triple talaq instantané (talaq-e-biddat), les trois autres juges ont estimé qu'il était inconstitutionnel, interdisant ainsi la pratique par une majorité de 3 contre 2. Un juge a fait valoir que le triple talaq instantané violait la loi islamique.
La cour a demandé au gouvernement central de promulguer une législation dans les six mois pour régir le mariage et le divorce dans la communauté musulmane. La cour a déclaré qu'en attendant que le gouvernement formule une loi concernant le triple talaq instantané, il y aurait une injonction contre les maris prononçant le triple talaq instantané à leurs épouses.
Selon The Economist, "les experts constitutionnels ont déclaré que le raisonnement juridique [des juges] n'a pas réussi à maintenir les droits personnels sur les lois religieuses", tout en notant que "Le jugement n'a pas interdit d'autres formes de divorce musulman qui favorisent les hommes, seulement le type instantané",.

## Législation

### Le projet de loi sur la protection des droits des femmes musulmanes (mariage), 2017
Le gouvernement a formulé un projet de loi et l'a introduit au Parlement après 100 cas de triple talaq instantané dans le pays depuis le jugement de la Cour suprême en août 2017. Le 28 décembre 2017, la Lok Sabha a adopté le projet de loi sur la protection des droits des femmes musulmanes (mariage), 2017. Le projet de loi visait à rendre le triple talaq instantané (talaq-e-biddah) sous toute forme — oral, écrit ou par des moyens électroniques tels que les courriels, SMS et WhatsApp — illégal et nul, avec jusqu'à trois ans de prison pour le mari.
Les députés du RJD, AIMIM, BJD, AIADMK et AIML se sont opposés au projet de loi, le qualifiant de nature arbitraire et de proposition défectueuse, tandis que le Congrès a soutenu le projet de loi présenté à la Lok Sabha par le ministre de la Justice, Ravi Shankar Prasad. 19 amendements ont été proposés à la Lok Sabha mais tous ont été rejetés.
Ordonnance sur la protection des droits des femmes musulmanes (mariage), 2018
Sur la base que la pratique du triple talaq instantané continuait sans relâche malgré l'invalidation par la Cour suprême, le gouvernement a émis une ordonnance pour rendre la pratique illégale et nulle. Les dispositions de l'ordonnance sont les suivantes :
- Le triple talaq instantané reste une infraction répréhensible, avec un maximum de trois ans d'emprisonnement et une amende.
- Seule la plainte auprès de la police par l'épouse ou un membre de sa famille sera reconnue.
- L'infraction est non libérable, c'est-à-dire que seul un magistrat et non la police peut accorder la libération sous caution. La caution ne peut être accordée qu'après avoir entendu l'épouse[48].
- La garde des enfants mineurs du mariage sera confiée à la mère.
- L'allocation de subsistance à l'épouse est décidée par le magistrat.

L'ordonnance a été approuvée par le Président le 19 septembre 2018''.
Le projet de loi sur la protection des droits des femmes musulmanes (mariage), 2018
Comme l'ordonnance du triple talaq de 2018 devait expirer le 22 janvier 2019, le gouvernement a introduit un nouveau projet de loi à la Lok Sabha le 17 décembre 2018 pour remplacer l'ordonnance. Les dispositions du projet de loi sont les suivantes :
- Toute déclaration de triple talaq instantané, y compris sous forme écrite ou électronique, sera nulle et non avenue.
- Le triple talaq instantané reste une infraction répréhensible avec un maximum de trois ans d'emprisonnement et une amende. Le montant de l'amende est décidé par le magistrat.
- L'infraction ne sera répréhensible que si l'information relative à l'infraction est donnée par l'épouse ou un membre de sa famille.
- L'infraction est non libérable, mais il existe une disposition selon laquelle le magistrat peut accorder la libération sous caution à l'accusé. La caution peut être accordée seulement après avoir entendu l'épouse et si le magistrat est convaincu qu'il y a des raisons raisonnables d'accorder la caution.
- L'épouse a droit à une allocation de subsistance. Le montant est décidé par le magistrat.
- L'épouse a droit de demander la garde de ses enfants mineurs issus du mariage. La manière de la garde sera déterminée par le magistrat.
- L'infraction peut être composée (c'est-à-dire arrêter les poursuites judiciaires et régler le différend) par le magistrat à la demande de la femme (contre laquelle le talaq a été déclaré).

Le projet de loi a été adopté par la Lok Sabha le 27 décembre 2018. Cependant, il est resté bloqué à la Rajya Sabha en raison de la demande de l'opposition de l'envoyer à un comité de sélection,
Ordonnance sur la protection des droits des femmes musulmanes (mariage), 2019
Comme l'ordonnance du triple talaq de 2018 devait expirer le 22 janvier 2019 et aussi parce que le projet de loi de 2018 n'a pas pu être adopté lors de la session parlementaire, le gouvernement a reproclamé l'ordonnance le 10 janvier 2019. Le 12 janvier 2019, le président de l'Inde, Ram Nath Kovind, a approuvé l'ordonnance de 2019.
Loi sur la protection des droits des femmes musulmanes (mariage), 2019
La loi sur la protection des droits des femmes musulmanes (mariage), 2019 est devenue loi le 31 juillet 2019, remplaçant l'ordonnance précédente,.